# Batman: Chaos in Gotham
Batman: Chaos in Gotham es un videojuego que fue lanzado en 2001 por Ubisoft para Nintendo Game Boy Color. Está basado en Las nuevas aventuras de Batman.

## Sinopsis
Arkham Asylum ha sufrido una fuga masiva y todo tipo de súper villanos están desenfrenados en toda la ciudad de Gotham. Mientras reúne a los reclusos escapados, Mr. Freeze, The Joker, Harley Quinn, Roxy Rocket, Hiedra Venenosa  y Bane, Batman descubre que fue Two-Face quien planeó la fuga y debe detenerlo antes de que pueda Poner a Gotham City de rodillas.

## Recepción
El juego ha recibido críticas mixtas tanto de los críticos como de los fanáticos. GameRankings le dio una puntuación de 63.50%.